# Регионална здравна инспекция
Регионалните здравни инспекции (РЗИ) са държавни институции в България. Те са 28 на брой (по една във всяка област на страната) и са второстепенен разпоредител към българското Министерство на здравеопазването.
Те са наследници на хигиенно-епидемиологичните инспекции (ХЕИ), преобразувани в Регионални инспекции за опазване и контрол на общественото здраве (РИОКОЗ). При сливането им с Районните центрове за здравеопазване (РЦЗ) са образувани новите структурни звена на МЗ, наречени РЗИ.
Техните основни задачи са в четири направления:
- осъществяване на държавната здравна политика на територията на съответната област;
- осъществяване на държавен здравен контрол;
- повишаване качеството на медицинското обслужване;
- осъществяване на профилактика и контрол на заболяванията.